# Manglares de Río Negro-Río San Sol
La ecorregión de los manglares de Río Negro-Río San Sol (WWF ID:NT1431) abarca una serie de pequeños bosques de manglares discontinuos en la costa del Mar Caribe de Costa Rica, desde una pequeña porción dentro de la frontera con Nicaragua en el oeste hasta la frontera con Panamá en el este. La costa en este tramo es una llanura aluvial, y los manglares son sólo una pequeña parte de un mosaico diverso de hábitats locales que incluye pantanos, bosques húmedos mixtos, lagunas costeras, lechos de hierbas marinas y playas de arena. Gran parte del territorio tiene carácter de "río de aguas negras", es decir, canales de movimiento lento en pantanos arbolados con agua manchada por materia en descomposición. Estos manglares son dañados periódicamente por los huracanes, como en 1988 por el huracán Joan, pero son capaces de regenerarse

## Ubicación y descripción
Los manglares son escasos en esta costa debido a los altos niveles de agua dulce que llegan de los ríos del interior. La mayor extensión se encuentra en el norte, en los estuarios del río San Juan y del río Colorado de Costa Rica. El manglar del norte se extiende a lo largo de la laguna de Tortuguero hasta la desembocadura del río Reventazón. Hay más manglares al oeste de la ciudad de Limón, alrededor de la Bahía de Moin. Inmediatamente hacia el interior, la ecorregión transita hacia la ecorregión de los bosques húmedos ístmicos-atlánticos, más allá de la influencia del agua salada.

## Clima
El clima de esta ecorregión es un clima tropical monzónico (clasificación climática de Köppen (Am)). Este clima se caracteriza por unas temperaturas relativamente uniformes a lo largo del año (todos los meses tienen una temperatura media superior a los 18 °C), y una estación seca pronunciada.  Este clima está a medio camino entre un bosque tropical húmedo y una sabana tropical. El mes más seco suele coincidir con el solsticio de invierno, o justo después, en el hemisferio norte. Las precipitaciones en esta ecorregión se encuentran entre las más altas del mundo, alcanzando a menudo los 6.000 mm/año. La estación (relativamente) seca va de enero a abril.

## Flora y fauna
Las especies arbóreas características de la ecorregión son el mangle rojo ( Rhizophora mangle ), el mangle negro ( Avicennia germinans ), el mangle blanco ( Laguncularia racemosa ), el mangle botón ( Conocarpus erectus ) y la especie asociada al mangle Rhizophora harrisonii . Una característica de esta ecorregión es la presencia de yollila ( Raphia taedigera ), una palmera de agua dulce.
Esta región de Costa Rica tiene una diversidad de especies muy alta. Un censo parcial en el área alrededor de los manglares registró 120 especies de mamíferos, 300 especies de aves y 100 especies de reptiles y anfibios. Los mamíferos en la ecorregión incluyen pacas ( Agouti paca ), mono aullador de manto negro ( Alouatta palliata ), mono araña de Geoffrey ( Ateles geoffroyi ), capuchino de cara blanca ( Cebus capucinus ), perezosos de garganta marrón de tres dedos ( Bradypus variegatus ), sedoso osos hormigueros ( Cyclopes didactylus ) y armadillos de nueve bandas ( Dasypus novemcintus ).
Las playas a lo largo de este tramo de costa son importantes para la anidación de tortugas verdes ( Chelonia mydas ). Otros reptiles en la región incluyen reptiles como el lagarto basilisco ( Basiliscus basiliscus ), caimán ( Caiman crocodilus ), tortuga laúd ( Dermochelys coriacea ) e iguana verde (género Iguana ).

## Áreas protegidas
Las áreas oficialmente protegidas en la ecorregión incluyen:
- Reserva Biológica Indio Maíz
- Refugio de Vida Silvestre Barra del Colorado
- Refugio de Vida Silvestre Dr. Archie Carr
- Parque nacional Tortuguero
- Humedales Nacionales de Cariari